# 이라크의 국장

이라크의 국장

이라크의 국장은 1965년에 처음 제정되었으며, 현재의 국장은 2008년에 제정되었다.
살라딘의 수리라고 부르는 금색 독수리 모양의 디자인 가운데에는 이라크의 국기 문양의 방패가 그려져 있다. 독수리의 발톱 아래에 있는 두루마리에는 이라크의 공식 명칭인 "이라크 공화국" ("الجمهورية العراقية", "al-Jumhuriya al-`Iraqiya")이 아랍어로 쓰여져 있다.

## 역대 이라크의 국장

이라크 왕국의 국장
1959년-1965년 이라크의 국장
1965년-1991년 이라크의 국장
1991년-2004년 이라크의 국장
2004년-2008년 이라크의 국장

## 같이 보기
- 이라크의 국기
- 아슈르
- 우투
- 라마수
- 살라딘의 수리